# هانس بيرند فون هيفتن
هانس بيرند فون هيفتن (بالألمانية: Hans Bernd von Haeften)‏ (و. 1905 – 1944 م) هو محامي، ومقاوم عسكري، ودبلوماسي ألماني، ولد في تشارلوتنبرغ، توفي عن عمر يناهز 39 عاماً، بسبب شنق.

## التعليم
تعلم في جامعة كامبريدج.

## روابط خارجية
- هانس بيرند فون هيفتن على موقع مونزينجر (الألمانية)